# Мусаелян, Вера Вячеславовна
Вера Вячеславовна Мусаелян (род. 29 января 1988, Нижний Тагил, Свердловская область) — российская певица, музыкант и автор песен. Основательница, солистка и лидер поп-рок группы АлоэВера.

## Биография
Вера Мусаелян родилась 29 января 1988 года в Нижнем Тагиле в смешанной армяно-азербайджанской семье. В 16 лет переехала в Екатеринбург, где поступила на экономический факультет УГТУ-УПИ, но через год перешла на факультет журналистики УрГУ. В студенческие годы познакомилась с екатеринбургской музыкальной сценой, была клавишницей в группе Alai Oli, общалась с участниками групп «Сансара» и «Курара».
В 2009 году у Мусаелян на полгода пропал голос. После обращения к фониатру, который посоветовал ей заняться вокалом, Вера начала брать уроки пения и выступать в японском ресторане, исполняя песни Нины Симон и Эллы Фицджеральд. В 2011 году основала собственную группу «АлоэВера».
В 2022 году, после начала российского вторжения на Украину, Мусаелян уезжала из России. В октябре 2023 года сообщила о получении вида на жительство в Германии и переезде в Берлин.

## Творчество
Группа «АлоэВера» была основана в Екатеринбурге в 2011 году. Музыкальный стиль группы можно охарактеризовать как поп-рок и кьют-рок.  Сама Мусаелян характеризует творчество группы как песни про «ощущение свободы». Тексты песен «АлоэВера» отличаются откровенностью и провокационностью. Сама Мусаелян отмечает, что пишет только о том, что пережила сама, и не умеет придумывать фантазийные истории.

## Цензура и «чёрные списки»
Летом 2021 года у группы «АлоэВера» начались проблемы с проведением концертов. Мусаелян связывала это со своей гражданской позицией и браком с оппозиционным политиком Ильей Яшиным. В ноябре 2021 года появился первый известный список запрещенных артистов, в который вошла и группа «АлоэВера».
После начала полномасштабного вторжения России в Украину группа попала в очередной «черный список», в котором на тот момент было 22 артиста. «АлоэВера» пыталась проводить «тайные концерты» в московских клубах, но эти попытки пресекались. В феврале 2024 года «Медуза» опубликовала новый список «запрещенных» артистов, включающий 50 имен, в котором вновь оказалась группа «АлоэВера».

## Личная жизнь
Была замужем за оппозиционным политиком Ильей Яшиным. Свадьба состоялась в сентябре 2020 года. В июле 2021 года в сеть утекли личные фотографии Мусаелян и Яшина. В октябре 2021 года пара объявила о разводе. Причиной расставания Мусаелян назвала «разные представления о жизни».
В июле 2022 года попала в аварию на Бали, лечение потребовало операции на ключице.
У Мусаелян было диагностировано расстройство пищевого поведения (булимия), с которым она боролась в течение нескольких лет, рассказывая об этом опыте в своём блоге.